# Zoomfaktor

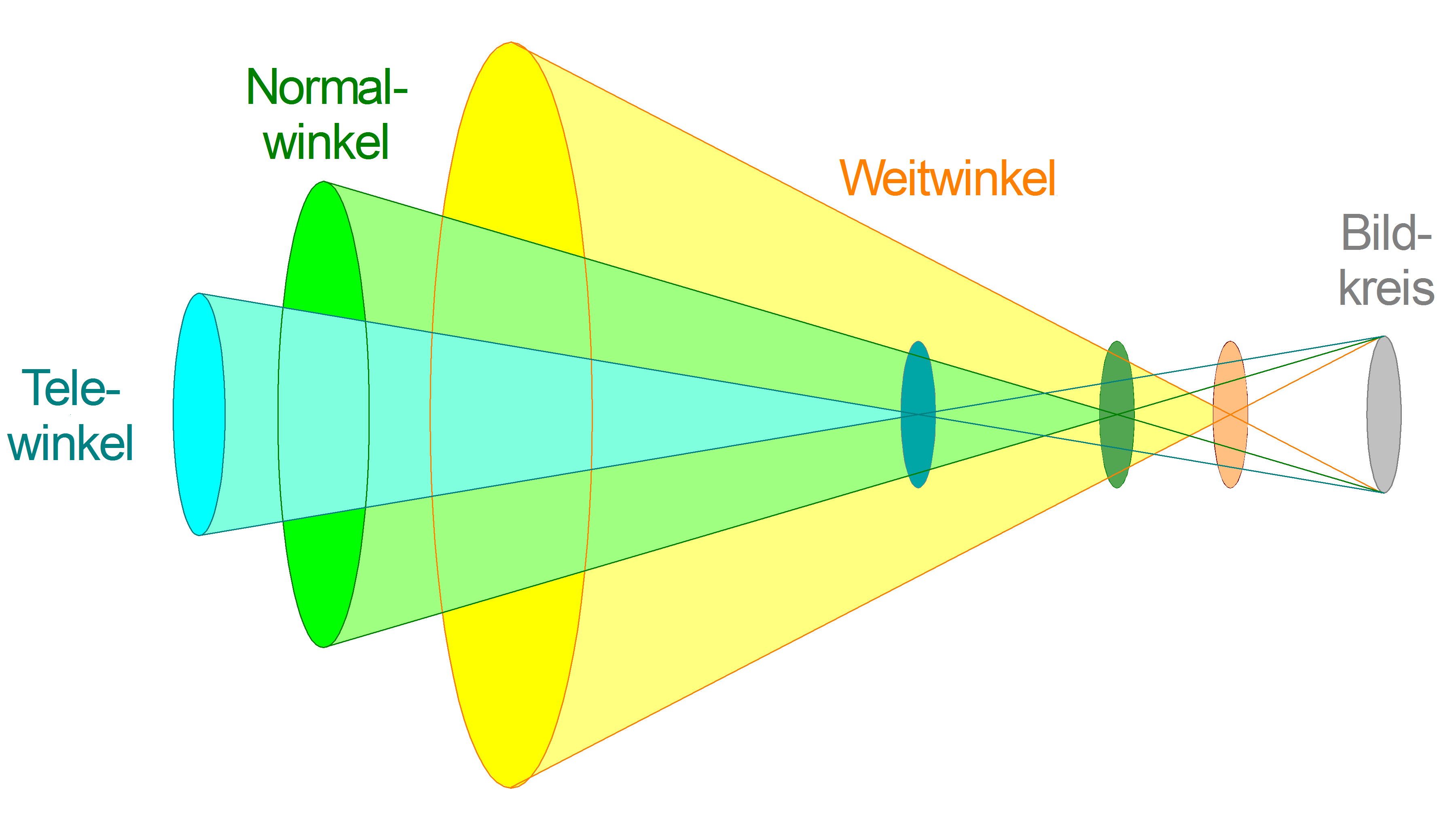
Ein Standardzoom mit Bildwinkeln zwischen leicht weitwinkliger und leicht teleleskopischer Wirkung.

Der Zoomfaktor ist definiert als das Verhältnis der längsten und der kürzesten Brennweite eines Zoomobjektivs.
Es gibt Objektive, die nur einen sehr geringen Brennweitenspielraum aufweisen, und die zum Beispiel bei Videoprojektoren eingesetzt werden, um die Bildgröße der Projektionsfläche anpassen zu können. Objektive mit einem Zoomfaktor von über fünf werden in der Fotografie auch als Superzoomobjektiv bezeichnet. Der Zoomfaktor erlaubt keine Rückschlüsse auf die Wirkung des Objektivs in Bezug auf die zu erreichenden Bildwinkel; so kann ein Objektiv mit dreifachem Zoom zum Beispiel vollständig im teleskopischen oder im weitwinkligen Bereich liegen oder auch sowohl den teleskopischen als auch den weitwinkligen Bereich abdecken.

## Brennweite versus Bildwinkel
In der folgenden Vergleichstabelle werden beispielhaft die für die Kleinbildfotografie mit einer Normalbrennweite von 50 mm die absolute Brennweite, der relative Abbildungsmaßstab und der erfasste Bildwinkel eines Objektivs bei sich jeweils verdoppelnden Brennweiten dargestellt. Der relative Abbildungsmaßstab und der erfasste Bildwinkel sind unabhängig von der Normalbrennweite und können somit auch leicht auf andere abbildende Systeme angewendet werden. Ferner werden diese Größen für benachbarte Zeileneinträge ins Verhältnis gesetzt:
| Brennweite in mm | Relativer Abbildungsmaßstab bei 50 mm Normalbrennweite | Bildwinkel …               | Bildwinkel …                                      | Verhältnis der … Anm.              | Verhältnis der … Anm. |
| Brennweite in mm | Relativer Abbildungsmaßstab bei 50 mm Normalbrennweite | beim Kleinbildfilm in Grad | bei Normalbrennweite im Verhältnis zum Bildwinkel | Brennweiten und Abbildungsmaßstäbe | Bildwinkel            |
| ---------------- | ------------------------------------------------------ | -------------------------- | ------------------------------------------------- | ---------------------------------- | --------------------- |
| 000006,25        | 00000,125                                              | 147,8                      | 0000,317                                          | 2,00                               | 1,23                  |
| 00012,5          | 0000,25                                                | 120,0                      | 0000,390                                          | 2,00                               | 1,47                  |
| 0025             | 0000,50                                                | 081,7                      | 0000,572                                          | 2,00                               | 1,75                  |
| 0050             | 001,0                                                  | 046,8                      | 001,00                                            | 2,00                               | 1,92                  |
| 0100             | 002,0                                                  | 024,4                      | 001,92                                            | 2,00                               | 1,98                  |
| 0200             | 004,0                                                  | 012,3                      | 003,79                                            | 2,00                               | 1,99                  |
| 0400             | 008,0                                                  | 006,2                      | 007,56                                            | 2,00                               | 2,00                  |
| 0800             | 016,0                                                  | 003,1                      | 015,10                                            | –                                  | –                     |

Hierbei ist beachtenswert, dass nur bei sehr großen Brennweiten das Verhältnis der Brennweiten und das Verhältnis der Bildwinkel identisch sind. Im Weitwinkligen bedeutet die Abnahme der Brennweite nur einen ungleich geringeren Zuwachs des Bildwinkels.